# Paule d’Arx

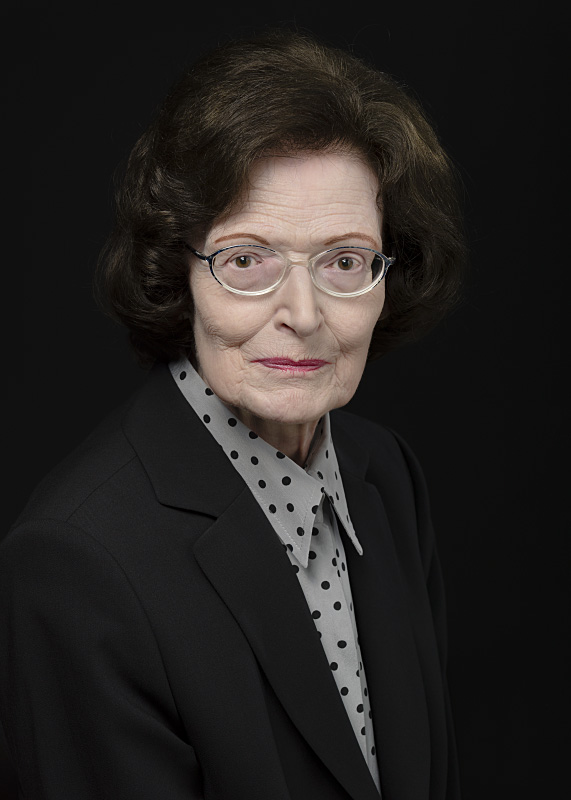
Paule d’Arx

Paule d’Arx (auch Paulette von Arx; * 11. Februar 1939 in Neuchâtel) ist eine Schweizer Schriftstellerin und Literaturkritikerin. Sie promovierte 1972 an der Universität Neuenburg und arbeitete als Lehrerin. Sie lebt in Lausanne.

## Auszeichnungen
- 1998: Insignes les plus élevés de la Renaissance Française au titre du Rayonnement Culturel
- 1998: Prix de la Critique-SPAF

## Werke
- La femme dans le théâtre de Henry de Montherlant. Librairie A.-G. Nizet, Paris 1973 (= Diss. Neuenburg 1972).
- Les travaux et les jours d’Élisabeth. Erzählung. Cabédita, Morges 1990, ISBN 2-88295-036-5.
- Les géants de paille. Roman. Slatkine, Genève 1992, ISBN 2051008884.
- Henry de Montherlant ou Les chemins de l’exil. Nizet, Paris 1995, ISBN 2707811912.
- À l’ombre d’un peuplier. Carnets 1982–1997 (extraits). Monographic, Sierre 1999, ISBN 2-88341-099-2.